# Напонски трансформатор
Напонски трансформатор је тип трансформатора за мерење. Користи се када је потребно измерити високе напоне које би било тешко измерити директном методом, тј. ако би такви уређаји и постојали, они би били веома гломазни и скупи. Употребом напонских трансформатора високи напонски нивои се трансформишу на вредности које омогућавају употребу стандардних мерних инструмената и релеја. Тиме се такође постиже и безбеднији рад особља. Напонски трансформатори су дизајнирани да имају тачан преносни однос да прецизно снизе напон тако да се може мерити на безбедном напону (типично 100 V). Дизајнирани су тако да представљају незнатно оптерећење напону који се мери.

## Конструкција
Намотаји мерних трансформатора најчешће су од бакарне жице извучене од електролитског бакра коме је чистоћа најмање 99,9%. Бакарне жице округлог пресека су изоловане лаком на бази синтетичких смола. Осим лакираних жица употребљавају се жице са једним слојем предива од свиле; оваква изолација се користи кад се мора постићи мала капацитивност намотаја да би се могао употребити за високе фреквенције.
Према врсти употребљене изолације између намотаја, разликују се:
- суви (до 145 kV)
- малоуљни за све напоне
- уљни
- са гасом 6

Према извођењу разликују се два основна типа напонских трансформатора:
- двополно изоловани напонски трансформатори
- једнополно изоловани напонски трансформаотори

Разлика између ова два напонска мерна трансформатора је то што двополно изоловани напонски трансформатор има два високонапонска прикључка која су изолована од суда трансформатора, а једнополно изоловани напонски трансформатори имају један високонапонски прикључак, док се други крај уземљује.
За средње напоне, до 38 kV употребљавају се једнополни или двополни изоловани суви (изолатор је епоксидна смола) или малоуљни напонски мерни трансформатори. За високе напоне од 110 kV и више напонски трансформатори се израђују искључиво као једнополно изоловани, јер је за ове напоне знатно јевтиније употребити три једнополно изолована него два двополно изолована трансформатора. У оклопљеним постројењима која су изолована гасом 6 користе се напонски трансформатори са гасом 6 под притиском од неколико бара.

## Обележавање крајева и уземљење
Крајеве двополно изолованих једнофазних напонских трансформатора се на примарној страни обележавају са  и , а на секундарној страни са u и v. Крајеви једнополно изолованих напонских трансформатора на примарној страни се обележавају са  и , а на секундарној страни су u и x, тако да су прикључци X и x уземљени. Трофазни напонски трансформатори на примарној страни се обелезавају са U, V, и W, а на секундарној страни са u, v и -{w}.
Примарни намотај се по правилу прикључује преко високонапонских осигурача, ако је напонски трансформатор спојен на сабирнице. Секундарни водови се увек осигуравају, изузев оних који су уземљени.
У погону напонски трансформатори могу радити неоптерећени или оптерећени, али се не смеју, за разлику од струјних трансформатора, никада кратко спојити, јер намотај може да прегори. Из тог разлога секундарни намотаји напонских трансформатора се увек осигуравају. Једна стезаљка секундарног намотаја се мора уземљити и обично је то стезаљка v. То се чини ради заштите погонског особља од евентуалног пробоја између намотаја високог и намотаја ниског напона. Напонски трансформатори се могу уземљити и преко нулте тачке на секундарној страни. При уземљењу секундарне стране напонских трансформатора мора се водити рачуна да оно буде изведено на исти начин код свих напонских трансформатора у постројењу.

## Карактеристике напонског трансформатора
Преносни однос напонског трансформатора је дефинисан односом називног примарног и називног секундарног напона:
Називни примарни напон је једнак или називном линијском напону или називном фазном напону. Називно напон је практично увек 100 V, док су раније могле срести неке друге вредности напона (110 или 200 V)

### Класа тачности и грешке
Класа тачности напонског трансформатора је у директној вези са напонском и угаоном грешком. Ако се напон на крајевима трансформатора мења у границама од 0,8 Un до 1,2 Un, онда је класа тачности једнака грешки трансформатора у процентима. Важећи међународни стандарни допуштају класе тачности: 0,1; 0,2; 0,5; 1 и 3.
Под напонском грешком δU се подразумева процентуална разлика између сведеног секундарног напона U1"=-{kuU" и примарног напона U'.
{\displaystyle u={\frac {k_{u}\cdot U''-U'}{U'}}\cdot 100\%}
Угаона грешка ({\displaystyle \Delta n\,}) је одступање секундарног напона од примарног, мерено у минутима лука. Угаона грешка је последица пада напона, па примарни и секундарни напон нису у потпуној опозицији, већ се разликују.
| Класа тачности | Напонска грешка (%) | Угаона грешка (') |
| -------------- | ------------------- | ----------------- |
| 0,1            | 0,1                 | 5                 |
| 0,2            | 0,2                 | 10                |
| 0,5            | 0,5                 | 20                |
| 1,0            | 1,0                 | 30                |

### Називна снага
Називна снага напонског трансформатора је она снага којом се трансформатор може трајно оптеретити, а да трансформатор не пређе дефинисану класу тачности. Називна снага се изражава у VA. Потребно је водити рачуна и о граничној снази напонског трансформатора у погледу дозвољеног загревања. Потребна називна снага напонског трансформатора се одређује на основу снаге инструмената, релеја и уређаја који ће бити прикључени на трансформатор. Снаге ових потрошача су реда VA (мање од 10 VA), па су називне снаге напонских трансформатора 5, 10, 15, 30, 45, 60, 90, 120, 150, 180, 240, 300, 450, 600, 900 и 1200 VA.
Гранична снага је привидна снага у волт-амперима који напонски трансформатор може трајно давати код називног напона, а да се не премаши дозвољено повишење температуре. Та се снага може користити за напајање заштитних уређаја (окидача) и других потрошача код којих тачност није потребна, тј. када напонски трансформатор ради као енергетски трансформатор.

## Везивање напонских трансформатора у трофазним системима

### Једнофазни двополоно изоловани напонски трансформатори
Једнофазни двополно изоловани напонски трансформатори служе за прикључак волтметра, мерача фреквенције, синхроноскопа, неких врста релеја итд. Примењује се увек када је довољно једнофазно напајање апарата и уређаја, без обзира на збивања у случају земљоспоја.

### Двополно изоловани напонски трансформатор у споју
Овај спој се најчешће користи када се мери више напона, сва три фазна или линијска напона. Спојем у V се напајају трофазни ватметри и бројила. Ови апарати се састоје од два међусобна спојена система у Аронову везу. У случају земљоспоја мерење снаге је исправно само ако је у земљоспоју средњи проводник S. Ако је у земљоспоју један од друга два проводника (R или T), резултати мерења су тада превелики или премали. Једнополно изоловани напонски трансформатори не могу се спојити у споју V јер би тада један проводник високонапонске мреже био круто уземљен.

### Три једнополно изолована напонска трансформатора у споју “звезда”
Спрег у звезду три једнополно изолована напонска трансформатора служи за опште сврхе. Овај спрег тачно трансформише све напоне трофазног система. Звездиште на страни горњег напона мора се уземљити. Помоћу тог споја могу се измерити сва три линијска напона , , , као и поједини фазни напони.
У нормалном погону напонски трансформатор ради са индукцијом 0.7 - 0.8 Т. Дође ли до земљоспоја проводника S, тада је примарни намотај средњег напонског трансформатора кратко спојен, док се напони на оба спољна трансформатора повећавају за {\displaystyle {\sqrt {3}}}. Исто тако им се повећава и индукција. Помоћни намотаји три напонска трансформатора (100/3 V) спајају се у отворени троугао. У нормалном погону на стезаљкама отвореног троугла постоји тек незнатан напон. У случају непосредног земљоспоја једног проводника трофазног система напон на стезељкама отвореног троугла нарасте на 100 V.
Између секундарних стезаљки (u) прикључују се мерни инструменти и апарати прављени за линијски напон, као што су волтметар, мерила фреквенције, ватметар и двосистемско бројило, релеји итд. Између секундарних стезаљки (u) и звездишта (x) прикључује се волтметар, релеј за дојаву земљоспоја, тросистемски ватметар и тросистемско бројило.

## Капацитивни напонски трансформатори
За мерење високих напона, уместо индуктивних трансформатора, врло често се користе капацитивни напонски трансформатори. По конструкцији, капацитивни трансформатори су кондензатори смештени у проводни изолатор и спојени на ред. Неколико ових кондензатора представља високонапонски део Cv, а мањи број кондензатора представља нисконапонски грану Cn на коју је прикључен заштитни уређај или волтметар. Углавном се за овакве трансформаторе користе електростатички или цевни волтметри због веома велике унутрашње импедансе. Због тога је струја која протиче кроз волтметар практично занемарљива, па важи једначина:
{\displaystyle C\cdot U_{v}=C_{n}\cdot U_{n}}
Како је ефективна вредност капацитивности једнака редној вези кондензатора:
{\displaystyle C=C_{v}\cdot {\frac {C_{n}}{C_{v}+C_{n}}}}
добија се:
{\displaystyle {\frac {C_{v}\cdot C_{n}}{C_{v}+C_{n}}}\cdot U_{v}=C_{n}\cdot U_{n}}
односно, однос трансформације је:
{\displaystyle {\frac {U_{v}}{U_{n}}}=1+{\frac {C_{n}}{C_{v}}}}
одакле следи да је однос трансформације практично једнак односу капацитивности нисконапонског и високонапонског дела трансформатора. Да би се ограничила потрошња прикљученог уређаја који се везује на трансформатор, у пракси се на ред са инструментов везује калем.